# ヴォルムス帝国議会 (1521年)

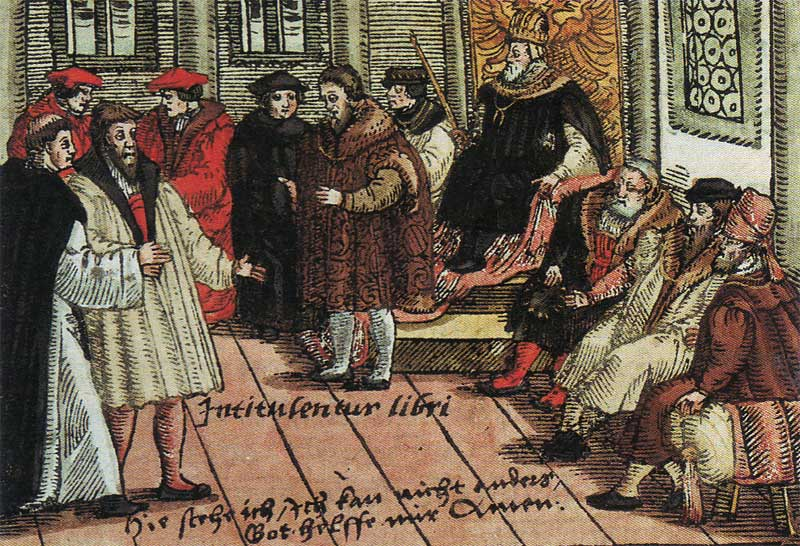
弁明するルター、色づけされた木版画1557年のもの

ヴォルムス帝国議会（Reichstag zu Worms）は、1521年にヴォルムスで開かれた神聖ローマ帝国の帝国議会。マルティン・ルターがここで異端として教会から破門されたことで知られている。

## 概要
マルティン・ルターは、1517年の『95か条の論題』の提示、1519年のライプツィヒ論争での教皇や公会議の権威否定の発言により、教皇レオ10世と決別した。1521年ルター支持の諸侯や民衆の声に押されて、神聖ローマ皇帝カール5世は帝国議会を召集し、身の安全を保障してルターを召喚した。カール5世は、宗教改革により帝国が解体することを恐れ、ルターに主張の撤回を求めたが拒否された。ルターは異端とされ、ローマ教会から破門されるとともに帝国アハト刑に処せられたため、ザクセン選帝侯フリードリヒ3世に保護を求め、ヴァルトブルク城にかくまわれることとなった。